# Séisme de 1965 aux îles Rat
Le séisme de 1965 aux îles Rat est un tremblement de terre survenu le 4 février 1965 à 5 h 1 UTC (3 février 19 h 1 UTC-9 heure locale). Il avait une magnitude de 8,7 et a déclenché un tsunami de plus de 10 m sur l'île de Shemya, mais a causé très peu de dégâts.

## Cadre tectonique
Les îles Rat font partie des îles Aléoutiennes, une chaîne d'îles volcaniques formant un arc insulaire, qui résulte de la subduction de la plaque Pacifique sous la plaque nord-américaine. Cette limite de plaques, la mégacharnière Alaska-Aléoutiennes, a été le lieu de nombreux tremblements de terre de mégaséisme.

## Caractéristiques

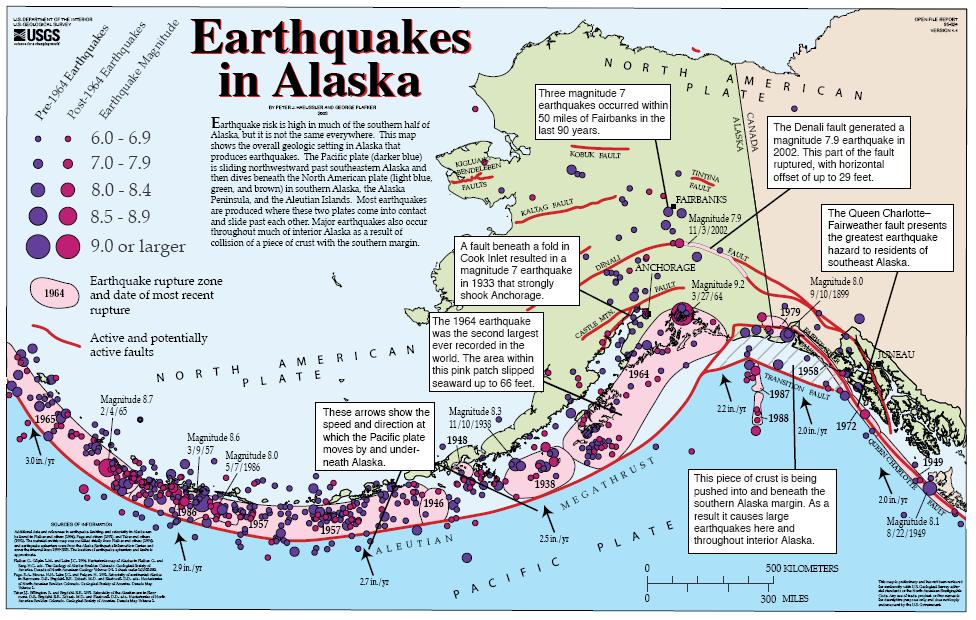
Carte montrant la tectonique et la sismologie de l'Alaska

Le séisme de 1965 aux îles Rat partage des caractéristiques communes avec le séisme de 1963 aux îles Kouriles (en) et le séisme de 1964 en Alaska.

### Tremblement de terre
Le tremblement de terre a été associé à une rupture de 600 km de long le long de la frontière de la plaque, basée sur la distribution des répliques. Le modèle de libération d'énergie suggère la présence de trois aspérités le long de l'interface de la plaque, chacune provoquant une impulsion de libération de moment. La modélisation du tsunami soutient l'idée que le tremblement de terre consistait en trois sous-événements, liés à trois « blocs » structurels à l'intérieur de la plaque dominante.
Le choc principal a été suivi d'un tremblement de terre de magnitude 7,6 près de deux mois plus tard, qui a déclenché un petit tsunami. Ce n'était pas une réplique, mais un événement de défaut normal dans la houle extérieure de la plaque de subduction, déclenché par l'événement précédent.

### Tsunami
Le tsunami a atteint une hauteur de montée maximale de 10,7 m sur l'île de Shemya, de 2 m sur l'île d'Amchitka, de 1,6 m sur l'île d'Attu et de 1,1 m dans le nord de Kauai, à Hawaï. Il a également été observé au Pérou, en Équateur, au Mexique, en Californie, au Japon et dans l'est de la Russie.

## Dégâts
Les inondations causées par le tsunami ont causé 10 000 $ de dégâts sur l'île d'Amchitka. Des dommages mineurs causés par le tremblement de terre ont été enregistrés sur les îles Attu et Shemya sous la forme de fissures dans les pistes.